# Cesaropapismo

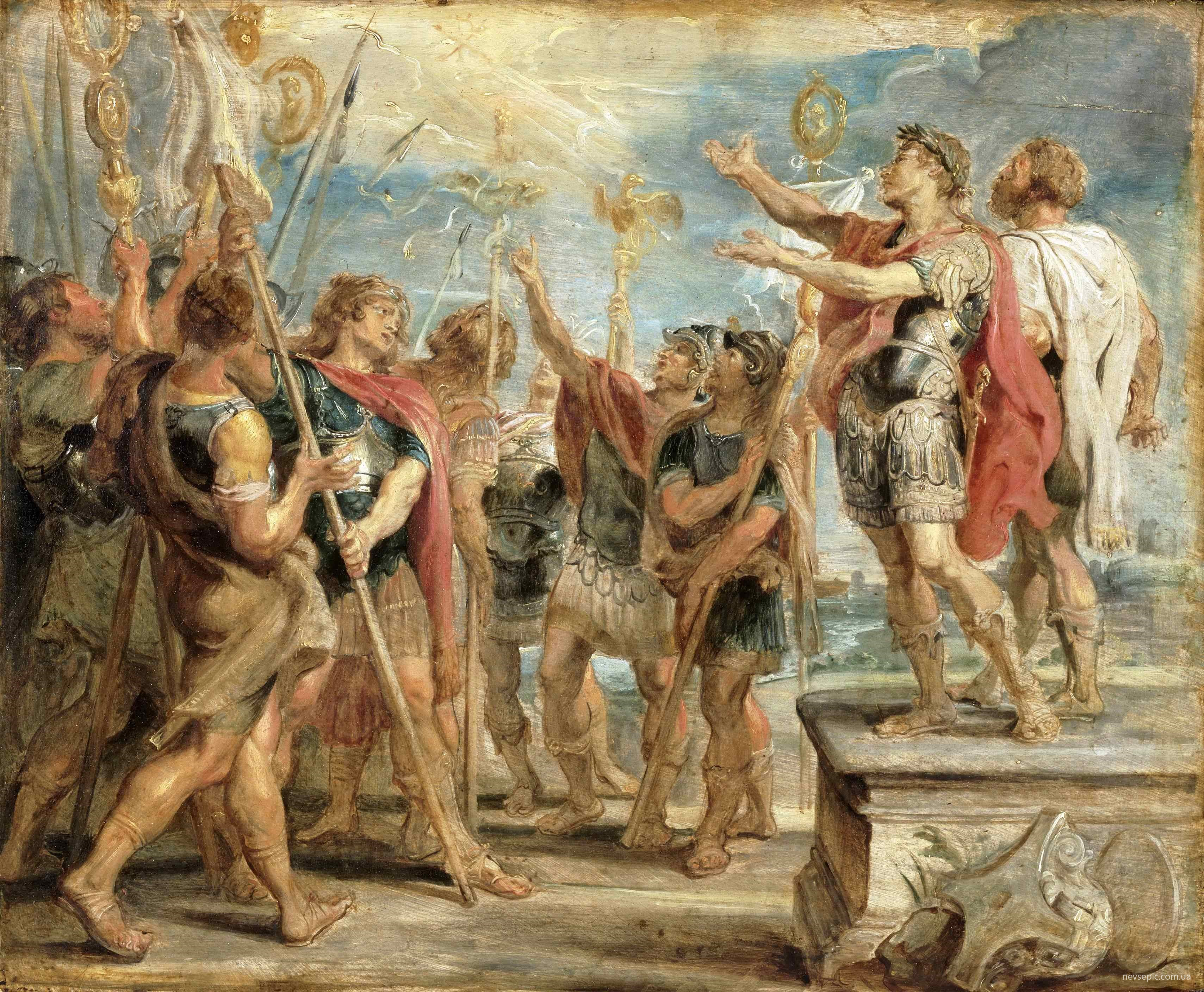
A conversão de Constantino,
por Peter Paul Rubens
Museu de Arte de Filadélfia

Cesaropapismo foi um sistema de relações entre a Igreja e o Estado no qual cabia ao chefe de Estado a competência de regular a doutrina, a disciplina e a organização da sociedade cristã, exercendo poderes tradicionalmente reservados à suprema autoridade religiosa, unificando tendencialmente as funções imperiais e pontificiais em sua pessoa. Daí decorre o traço característico do cesaropapismo que é a subordinação da Igreja ao Estado que chegou a atingir, às vezes, formas tão extremas que levou a Igreja a adotar cânones proibindo o Estado de exercer poder eclesiástico, isso no âmbito doutrinal da Igreja.
A ideologia do cesaropapismo assenta-se na ideia imperial política bizantina de querer usurpar a autoridade conciliar e o poder papal sobre a Igreja, na qual a política secular e religião são entidades indissolúveis em que o sagrado é parte do temporal, de que o Imperador ("chefe de Estado") é chefe da Igreja.
Esse fenômeno é tipicamente cristão, não se aplicando a outras civilizações como a islâmica, chinesa, indiana, japonesa. O cesaropapismo existiu apenas em ambientes históricos em que havia o Império e a Igreja em cena, e após o século XVI nos países protestantes e também aconteceu na Grécia Antiga e na península Arábica.

## Antecedentes
O cesaropapismo tem suas origens na concepção romana do poder imperial. Desde Augusto (27 a.C.–14 d.C.), o imperador era o chefe da religião romana. O culto imperial unia a comunidade dos habitantes do Império Romano em torno de orações pelo imperador, o que incluía cerimônias de sacrifícios. A lealdade política e a fé religiosa estavam ligadas, de modo que aqueles que recusam o culto imperial, como os cristãos, eram vistos como inimigos de Roma.

## Império Romano

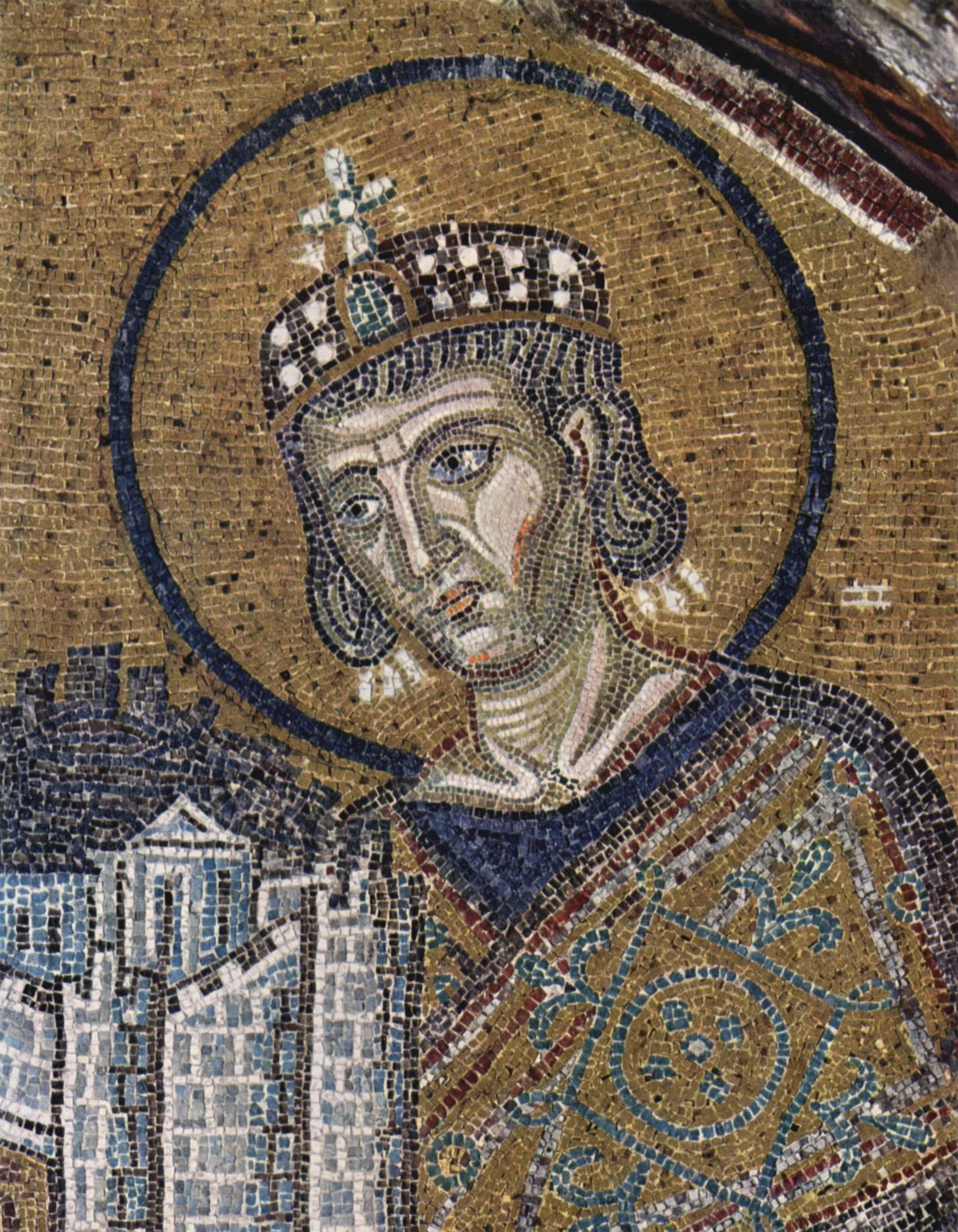
Constantino
Mosaico em Hagia Sofia, Istambul

Paulo de Tarso, por meio da Epístola aos Romanos, determinou que a comunidades cristãs respeitassem as autoridades. Desse modo, os fiéis passaram a orar pelo imperador, considerado um instrumento da vontade divina. Mas os cristãos se recusam a adorar os imperadores, vivos ou mortos.
Em 313, o imperador Constantino decretou o Édito de Milão, que concedeu liberdade de culto ao cristianismo. Esse fenômeno levou Eusébio de Cesareia a descrever Constantino como protegido, amado e amigo de Deus, dotado de piedade e virtudes e que, como servo, fora usado para salvação geral ao ganhar os troféus da
vitória sobre os ímpios.
A partir da conversão de Constantino, a Igreja passou a ser favorecida, mas foi colocada em situação de sujeição. Constantino passou a intervir em todos os assuntos da Igreja, convocando e presidindo conselhos, e ditando fórmulas de fé. As decisões conciliares passaram a ser apoiadas por leis imperiais. Constantino afirmava que a providência divina atuava em conjunto com ele, razão pela qual, como representante de Deus na terra, suas decisões seriam sagradas. Como resultado, para ele as decisões religiosas estariam sob sua autoridade. Por outro lado, esse entendimento foi regularmente contestado por dissidentes religiosos e por aqueles que questionam a fé pessoal do Imperador.
Nesse contexto, Constantino convocou o Primeiro Concílio de Niceia, em 325, para solucionar a questão do arianismo.
Esse processo de confusão entre o poder temporal e espiritual se acentuou, como consequência, qualquer ataque à Igreja passou a ser equivalente a uma traição a Roma, o que gerou perseguições contra os judeus, praticantes de outras religiões e cristãos dissidentes. A heresia passou a ser um crime passível de ser julgado pelos tribunais civis do Império.
Em 27 de fevereiro de 380, o cristianismo se tornou a religião oficial do Império Bizantino, por meio de Decreto do Imperador Teodósio I (vide: Igreja estatal do Império Romano).
A Queda do Império Romano do Ocidente interrompeu o processo de controle da Igreja pelo Estado no ocidente.

## Império Bizantino

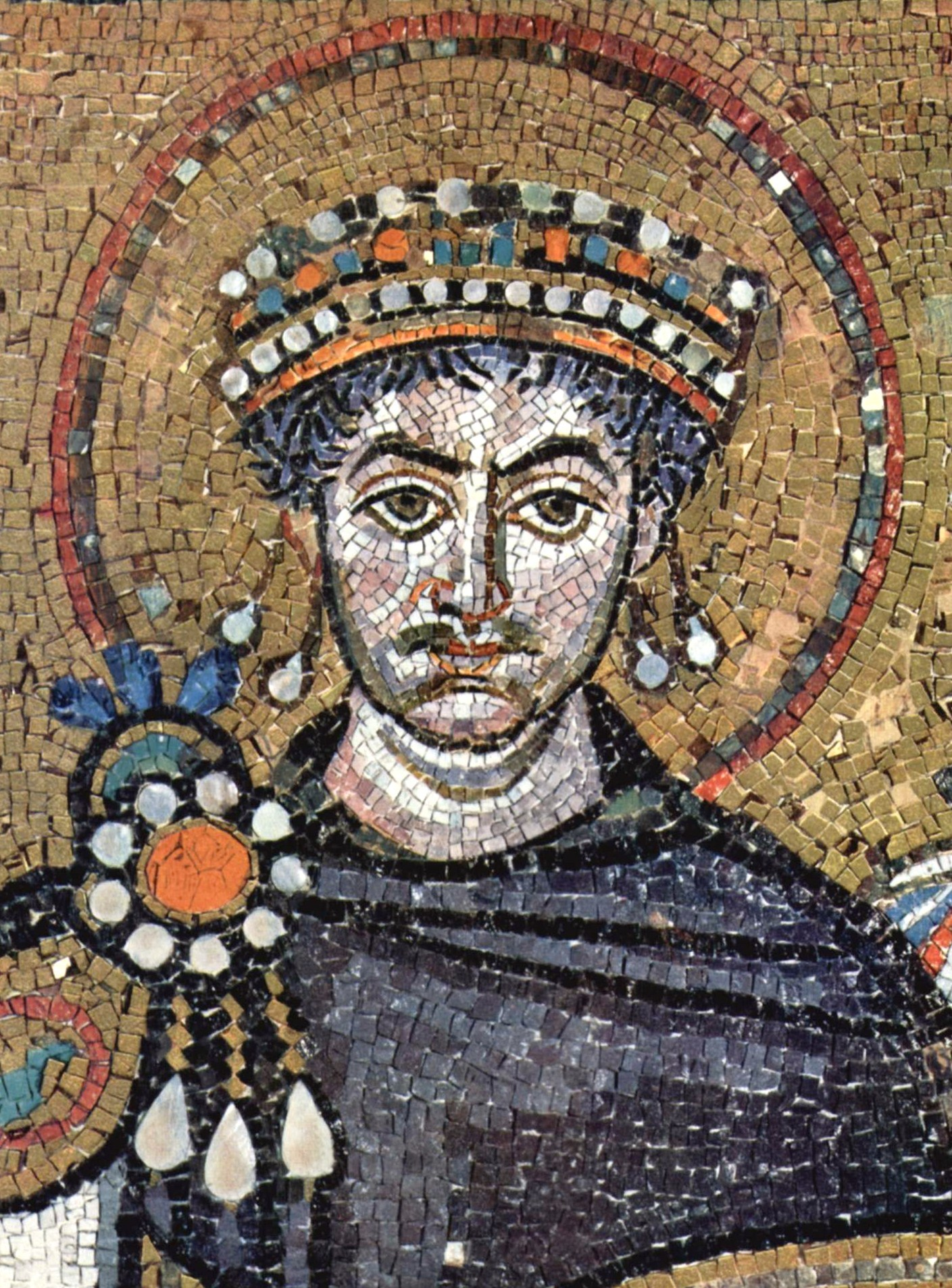
O imperador Justiniano, que controlou a doutrina da Igreja em seu reinado.
Mosaico na Basílica de São Vital

Em sua história milenar, o Império Bizantino acentuou e concretizou o cesaropapismo em seu extremo. Lá o cesaropapismo significou a concentração do poder temporal na pessoa do imperador bizantino.
O imperador fez valer seu poder sobre a Igreja emanando normas, sancionando decretos dos concílios ecumênicos, convocando os tribunais eclesiásticos e determinando sua competência, cuidando da exata aplicação das leis canônicas, controlando a correta administração dos bens da Igreja, nomeando os titulares dos ofícios eclesiásticos (patriarca, arcebispos, bispos, abades). No Ocidente, a Igreja tinha a obrigação de informar ao imperador ou a seu representante na Itália, o exarca de Ravena, o nome do papa eleito (quase sempre gregos ou sírios de nascimento), além de pagar um tributo correspondente.
No período compreendido entre a fim do Império Romano do Ocidente (476) até o século VIII, os imperadores bizantinos nomeavam os patriarcas dentre uma lista tríplice ou por sua livre vontade. A eles cabia julgar os titulares de cargos eclesiásticos podendo depô-los se assim quisesse (vários papas e patriarcas foram depostos pelo imperador).
Dentre os conflitos entre os imperadores bizantinos e os bispos situados na Itália, merecem destaque:
- a Controvérsia dos Três Capítulos, na época do Imperador Imperador Justiniano I, que teve sua origem nas cisões decorrentes das deliberações do Concílio de Calcedónia, realizado em 451;
- a prisão e exílio do Papa Martinho I, em 653, na época do Imperador Constante II;
- a Questão Iconoclasta, iniciada em 730, na época do Imperador Leão III.

## Império Carolíngio

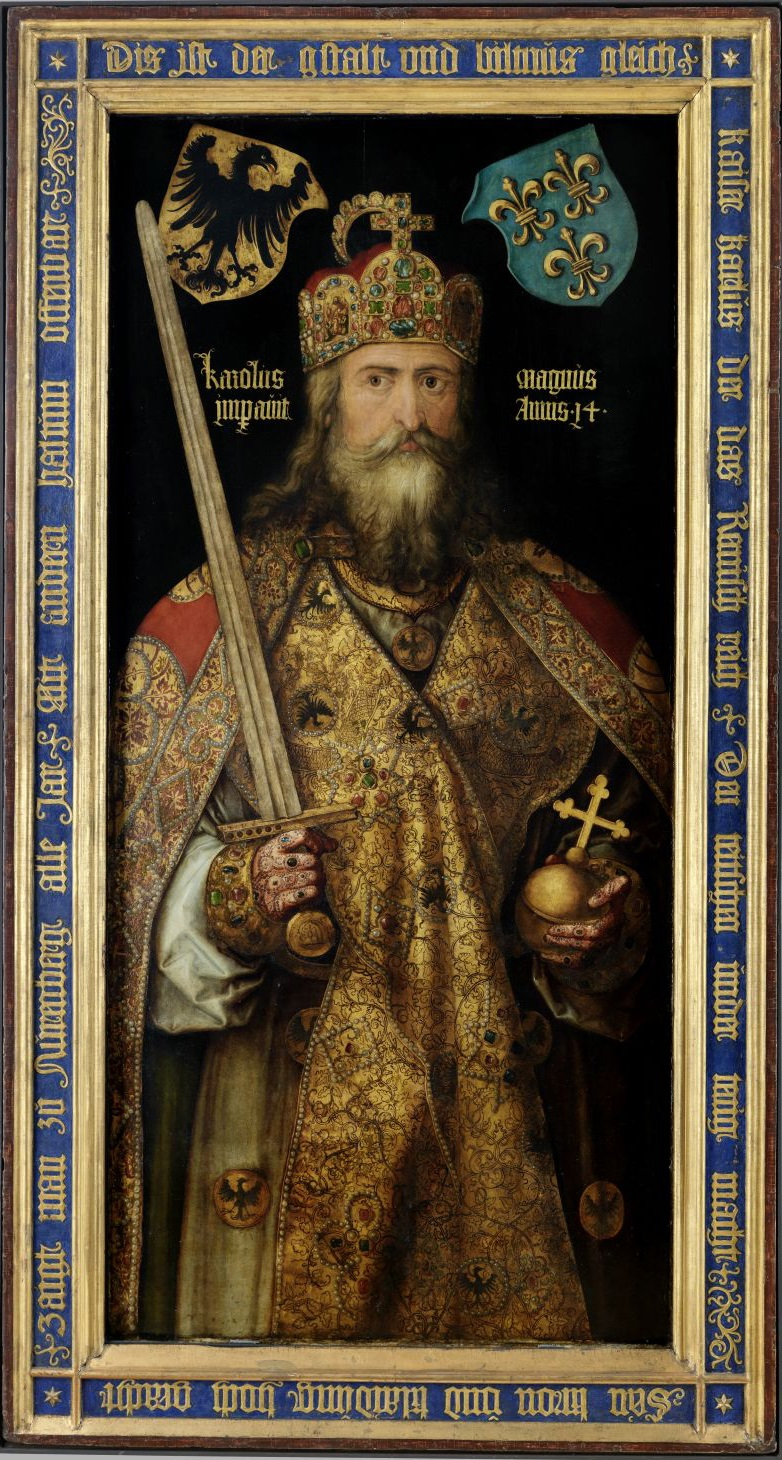
Carlos Magno: Poder temporal e poder dogmático
Por Albrecht Dürer, no Museu Nacional Germânico, Nuremberga

Ao se constituir como um estado poderoso no século VIII, o Império Carolíngio, de início império territorial e depois de título, assumiu uma relação muito estreita com a Igreja Católica. Primeiro lhe deu o território do centro da Itália, o Patrimônio de São Pedro em 754, que assegurou poder temporal direto sobre um território ao papa.
Em 794, Carlos Magno presidiu o Concílio de Frankfurt.
Depois ele julgou o papa Leão III, que jamais reconheceu esse poder ao rei, que em 25 de dezembro de 800 conferiu o título de Imperador a Carlos Magno.
Carlos Magno reviveu um sistema de relações entre o Estado e a Igreja em que o imperador assumiu o poder legislativo, jurídico e administrativo sobre o território pontifício, como no Império Romano; ele reivindicou antes mesmo de ser coroado imperador o poder dogmático: "Quero não só defender com as armas a Igreja de seus inimigos externos, mas também fortificá-la em seu interior através do maior conhecimento da doutrina católica" (carta ao papa Leão III em 796).
Carlos Magno nomeou, com raras exceções, todos os bispos e abades de seu reino, exigindo inclusive a participação pessoal deles nas guerras, indo de encontro às decisões dos sínodos reformistas dirigidos por São Vinfrido-Bonifácio por volta de 742, ainda nas prefeituras de Carlomano e Pepino, o Breve. No entanto, não é adequado classificar tais mandos como cesaropapismo, visto que não houve nenhuma reação por parte da Igreja contra Carlos nas nomeações, ao contrário do que acontecia no Oriente bizantino e, nos séculos seguintes, no Sacro Império Romano-Germânico.
Com o Tratado de Verdun, iniciou-se um acentuado fortalecimento dos poderes locais. Assim, os imperadores perderam o grande poder de mando que exerciam anteriormente.

## Sacro Império Romano-Germânico

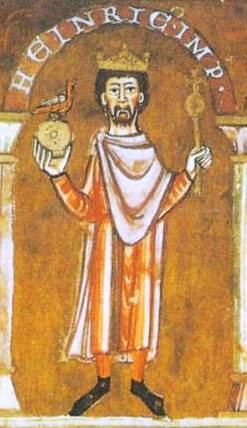
Henrique IV da Germânia

Em 962, o rei germânico Otão I foi coroado imperador do Sacro Império Romano-Germânico e novamente teve início no Ocidente um breve período de intervenção do Estado na Igreja com o intuito de favorecer o poder do imperador. Esse poder do Imperador sobre a Igreja foi consolidado por meio do "Privilegium Ottonianum" de 13 de fevereiro de 962, por meio do qual os Papas deveriam jurar fidelidade ao Imperador.
Nesse contexto, os Imperadores do Sacro Império passaram a nomear bispos e abades, concedendo inclusive às suas circunscrições força de condado, numa tentativa de enfraquecer a oposição temporal dos duques e condes. Consolidou-se um sistema da "investidura laical", no qual os bispos do Sacro Império eram nomeados pelo Imperador, a quem prestavam juramento de fidelidade na condição de vassalos. Essas condições deram espaço para o desregramento do clero. A reação a isso correu por meio da Reforma Gregoriana, a qual gerou um conflito entre o Papado e o Sacro Império (Questão das Investiduras) que somente foi encerrado pela Concordata de Worms (1122), pela qual a Igreja ganhou maior autonomia.